# Ебрахім Мамдані
Ебрахім (Еб) Х. Мамдані (1 червня 1942 — 22 січня 2010) — вчений в галузі математики, комп'ютерних наук, телекомунікацій та штучного інтелекту. Працював в Імперському коледжі Лондона.

## Життя
Ебрахім Мамдані народився в Танзанії в червні 1942 року. Він навчався в Індії та в 1966 році переїхав до Сполученого Королівства.
Здобув степінь доктора філософії (PhD) в Лондонському університеті королеви Марії. Працював на кафедрі електричної інженерії цього ж закладу.
В 1975 році вперше запропонував метод нечіткого виводу, який було названо на його честь – нечіткий вивів типу Мамдані. Цей метод характеризується, як подібний людському способу мислення, працює на основі лінгвістичних змінних.
В середині вісімдесятих Еб Мамдані перейшов на роботу до Імперського коледжу Лондона.

## Нагороди та визнання
Ебрахім Мамдані був почесним професором Імперського коледжу Лондона. В 1999 він отримав "European Fuzzy Pioneer Award" від Європейської спільноти нечіткої логіки та технології (EUSFLAT), та в 2003 – "Fuzzy Systems Pioneer Award" від Товариства обчислювального інтелекту IEEE. Також Еб Мамдані був Членом IEEE, IFSA, а також Королівської інженерної академії та Інституту інженерів-електриків в Сполученому Королівстві.